# Litorina folkhögskola
Litorina folkhögskola är en folkhögskola i Karlskrona som har en östersjöprofil, vilket dels innebär att undervisningen präglas av östersjötemat, dels att det ofta är gäststuderande från andra Östersjöländer och att hela skolan gör en resa varje år till ett av grannländerna. På skolan ges en båtbyggarkurs, där gamla kunskaper om att bygga båtar förs vidare. Skolan har sitt namn efter snäckan Littorina littorea som också givit namn åt ett av Östersjöns forntida utvecklingsstadier inom kvartärgeologin.
Efter Markaryds folkhögskolas konkurs i maj 2025 tog Litorina folkhögskola över utbildning, lärare och elever från Markaryds undersköterskeprogram.